# Heinrich Hora
Heinrich Hora (Děčín, 1 de julho de 1931) é um físico teórico australiano nascido na Alemanha.

## Obras
- Fundador e editor chefe do “Laser and Particle Beams”, Cambridge University Press (1982–1991).

Co-editor do P.A.M. Dirac “Direction of Physics”, Wiley, New York 1978 (também em russo e japonês).
Co-editor de “Edward Teller Lectures”, Imperial College London 2005.
Fundador e co-editor da série de conferências “Laser Interaction and Related Plasma Phenomena”, Plenum Press New York, 12 volumes 1971-1992.
Livros
- H. Hora, Laser Plasmas and Nuclear Energy. Plenum, New York, 1975, 464 pages. ISBN 0-306-30785-5.
- H. Hora, NONLINEAR PLASMA DYNAMICS  Springer, Heidelberg 1979, 250 pages.ISBN 3-540-09502-0
- H. Hora, PHYSICS OF LASER DRIVEN PLASMAS Wiley, New York 1981, 334 pages (also in Russian). ISBN 0-471-07880-8
- S. Eliezer, A.K. Ghatak, and H. Hora (Foreword by Edward Teller) INTRODUCTION TO THE    EQUATIONS OF STATE  Cambridge Univ. Press, Cambridge, 1986, 378 pages. ISBN 0-521-30389-2.
- H. Hora, PLASMAS AT HIGH TEMPERATURE AND DENSITY, Springer, Heidelberg 1991, 456 pages. ISBN 3-540-54312-0, 2nd edition paperback, S. Roderer, Regensburg 2000, ISBN 3-89783-156-2
- H. Hora, ELEKTRODYNAMIK, S.Roderer, Regensburg, 1994, 192 pages, ISBN 3-89073-749-8.
- H. Hora, NONLINEAR FORCE AND PONDEROMOTION, ILE Osaka 1996, 208 pages ISBN 4-9900502-1-5.
- H.Hora, INNOVATION, TECHNOLOGIE & ÖKONOMIE, S.Roderer,Regensburg 1998, 248p. ISBN 3-89073-230-5 (2nd edition 2000)
- H.Hora, LASER PLASMA PHYSICS - FORCES AND THE NONLINEARITY PRINCIPLE, SPIE PRESS 2000, Bellingham, WA, 232p. ISBN 0-8194-3549-0
- S. Eliezer, A.K. Ghatak, and H. Hora, FUNDAMENTALS OF EQUATIONS OF STATE, World Scientific Publishing, Singapore 2002, 385p. ISBN 981-02-4833-4
- Heinrich Hora  KEINE KLIMAKATSTROPHE – es ist viel schlimmer (NO CLIMATIC CATASTROPHY – it is much worse) 202 pages, Sydney 2007, ISBN 978-0-9803575-0-9 same: KLIMAKATASTROPHE ÜBERWINDEN,. Roderer-Verlag, Regensburg 2007, 202 pages ISBN 978-3-89783-587-0
- Heinrich Hora KLIMAPROBLEME – LÖSUNGSWEGE, S. Roderer-Verlag, Regensburg 2010, 256 pages, ISBN 978-3-89783-715-3